# 雲水花井介
雲水花井介（学名：Hanaiborchella yongsuensis）为浪花介科花井介屬下的一个种。
形態近於三浦花井介及派克花井介，但殼體近於魚雷形，前端大於後端，肥胖滾圓，呈上下對稱形。前緣爲偏弧形，後緣有一扁平窄邊。殼體中央有一條縱溝，一條赤道橫脊橫臥於殼體中央，上半與下半的裝飾分布均勻。殼表網紋呈同心圓狀分布於中央縱溝的周圍，主要網股彎曲。